# Caccia al coniglio (film 1940)
Caccia al coniglio (A Wild Hare) è un film del 1940 diretto da Tex Avery. È un cortometraggio d'animazione della serie Merrie Melodies, prodotto dalla Leon Schlesinger Productions e uscito negli Stati Uniti il 27 luglio 1940, distribuito dalla Warner Bros. Caccia al coniglio è considerato da molti storici del cinema la prima apparizione di Bugs Bunny. Il titolo originale è un gioco di parole sull'espressione "wild hair" ("capelli selvaggi"), e fu il primo di una lunga serie di giochi di parole tra "hare" ("lepre") e "hair" ("capelli") che sarebbero apparsi nei titoli dei corti successivi del personaggio. Il gioco di parole è sviluppato mediante una parte della canzone "I'm Just Wild About Harry" riprodotta nella colonna sonora dei titoli di testa. In Italia, a partire dal 1997, il corto è più noto col titolo Conigli e carote.
Il film fu candidato per l'Oscar al miglior cortometraggio d'animazione. Un altro candidato era Un gatto messo alla porta (il primo corto della serie Tom & Jerry), diretto da William Hanna e Joseph Barbera e prodotto da Rudolf Ising. Entrambi i candidati persero a favore di La via lattea, un'altra produzione MGM di Ising. L'11 aprile 1941 il corto fu alla base di uno sketch tra i doppiatori Mel Blanc e Arthur Q. Bryan nel programma radiofonico The Al Pearce Show, seguito da un'intervista preparata a Leon Schlesinger. Benché non esistano registrazioni della puntata, la sceneggiatura è reperibile online.
Caccia al coniglio fu rieditato il 17 giugno 1944 con l'insegna "Blue Ribbon", con alcune modifiche: il titolo originale venne cambiato in The Wild Hare, mentre la citazione della prematuramente scomparsa Carole Lombard fu ridoppiata con Barbara Stanwyck. Fu poi incluso integralmente (nella versione Blue Ribbon) in due documentari: Bugs Bunny Superstar (1975) e What's Up, Doc? A Salute to Bugs Bunny (1990).

## Trama
Taddeo, dopo aver seguito le impronte di Bugs Bunny, arriva alla sua tana e usa una carota come esca, che Bugs riesce a prendere senza che Taddeo possa catturarlo. Così il cacciatore infila il fucile nella tana, per poi ritrovarsi la canna annodata come un brezel. Si mette quindi a scavare nel buco, mentre Bugs emerge da un'altra uscita e gli chiede cosa stia facendo. L'ingenuo Taddeo gli dice che sta cercando di catturare un coniglio, così Bugs gli fa capire di essere lui il coniglio in questione. Dopo avergli giocato alcuni tiri mancini sfuggendo alle sue trappole, Bugs si offre di dare a Taddeo l'opportunità di sparargli. Quando l'uomo lo fa, Bugs finge un'elaborata scena di morte, facendo addirittura piangere Taddeo. Mentre il cacciatore si sta disperando, Bugs gli dà un calcio nel sedere, gli infila un sigaro in bocca e se ne va facendo un balletto. Infine il frustrato Taddeo, spinto alla follia dalle buffonate del coniglio, si allontana piangendo. Bugs, stupito dal comportamento dell'uomo, comincia a suonare la sua carota come un piffero, eseguendo il brano The Girl I Left Behind Me, e marcia con una gamba rigida verso la sua tana come il pifferaio nel dipinto The Spirit of '76 di Archibald Willard.

## Produzione
Vari registi della Leon Schlesinger Productions, a partire dal 1938, avevano diretto dei cartoni animati incentrati su un cacciatore che insegue un coniglio, con diversi approcci a entrambi i personaggi. Caccia al coniglio è però noto per essere il primo in cui appare il vero Bugs Bunny, così come per aver stabilito il classico aspetto del cacciatore Taddeo. Anche se gli animatori avrebbero continuato a sperimentare con il design di Taddeo per qualche altro anno, il suo look qui fu la base per il suo design finalizzato. Il design e il carattere di Bugs Bunny continueranno ad essere affinati negli anni successivi, ma l'aspetto generale, la voce e la personalità del personaggio vennero stabilite in questo cartone animato. Bugs non viene nominato in questo film, ma sarebbe stato chiamato così per la prima volta nel suo corto successivo, La lepre domestica (1941), diretto da Chuck Jones.
Le prime battute di entrambi i personaggi – "Be very, very quiet, I'm hunting rabbits" ("Dovete fare molto silenzio, sono a caccia di conigli") per Taddeo e "What's up, doc?" ("Che succede, amico?") per Bugs Bunny – sarebbero diventate dei tormentoni attraverso tutti i loro film successivi. La frase di Bugs fu ideata dal regista Tex Avery, che in seguito spiegò che era un'espressione comune in Texas da dove lui veniva, e non ne aveva una grande opinione. Ma quando questo corto venne proiettato nei cinema, la scena di Bugs che mastica tranquillamente una carota, seguita dal disinvolto "Che succede, amico?", andò contro ogni aspettativa del pubblico e lo mandò in delirio. Tale atteggiamento fu quindi ripetuto in quasi tutti i cartoni animati del personaggio, a volte anche fuori contesto rispetto al suo primo utilizzo. Il noncurante atteggiamento mastica-carota di Bugs, come spiegato molti anni dopo da Chuck Jones, Friz Freleng e Robert Clampett, viene invece da una scena del film Accadde una notte in cui Clark Gable mangia carote più rapidamente di quanto possa inghiottirne (come Bugs avrebbe poi fatto spesso), dando istruzioni con la bocca piena a Claudette Colbert che sta facendo l'autostop.

## Distribuzione

### Edizione italiana
Il corto fu distribuito nei cinema italiani dalla Dear Film il 13 agosto 1963 all'interno del programma Bunny, coniglio dal fiero cipiglio, in lingua originale con sottotitoli in italiano. Fu poi doppiato in italiano intorno al 1987 a Milano sulla base della riedizione Blue Ribbon, e tale doppiaggio venne usato anche nella versione italiana di Bugs Bunny Superstar. Il corto fu ridoppiato intorno al 1997 dalla Time Out Cin.ca per la trasmissione televisiva, stavolta basandosi sull'edizione originale. Non essendo stata registrata una colonna sonora senza dialoghi, in entrambi i casi nelle scene parlate la musica fu sostituita.

### Edizioni home video
Il corto è incluso nel disco 2 della raccolta DVD Warner Bros. Home Entertainment: Collezione Oscar d'animazione, dove è possibile vederlo anche con il commento audio (non sottotitolato) di Greg Ford, e in The Essential Bugs Bunny (distribuito in Italia come Looney Tunes: Collezione Bugs Bunny).

## Riconoscimenti
- 1941 - Premio Oscar
  - Candidatura per il Miglior cortometraggio d'animazione